# Михаило Чанак
Михаило Чанак (Београд, 2. јун 1932 — Београд, 1. децембар 2014) био је српски архитекта, те научни и педагошки радник.

## Биографија
Након завршетка средње школе,1951. године уписао је Архитектонски факултет у Београду, а дипломирао је у јуну 1957. године, са просечном оценом 9.45. Диплому магистра добија 1975. године, на 5. постдипломском студију урбанизам на Архитектонском факултету са темом Функционални аспекти организације станова и њиховог утицаја на формирање Апартмент структура. Докторирао је 1984. године на истом факултету, са темом Евалуација квалитета стамбене изградње и живота у становима. Дипломирао је специјалистички курс Монтажна изградња објеката 1967. године.
Године 1957. запослио се у Институту за испитивање материјала Србије, где је био директор Центра за становање у периоду од 1970—1986. године. Институту за архитектуру и урбанизам Србије, придружио се 1986. и био директор тог института до 1988. године. У институту је остао, као научни саветник све до пенизије, 1999. године. У периоду од 1968—1987. године био је стални члан југословенске делегације у Групи за Изградњу ЕЕЗ УН у Женеви. Његов предлог Квалитет и евалуације у становању усвојен је и реализован у периоду од 1982—1987. године.
Био је ожењен Надом Чанак, која је по струци еколог, а иза себе има сина Милоша, који је такође архитекта. Заједно са својим сином Милошем, 1991. године отворио је Биро за архитектонско пројектовање и истраживање АРД.

## Остварења
Нека од Чанкових најзначајнијих архитектонских остварења су:
- Стамбени блокови »Б-7« и »Б-9« (1.424 стамбених јединица)[8] и објекти друштвеног стандарда (Основна школа »Јован Дучић«, те предшколске установе »Чуперак« и »Весна«) у Блоку 21 на Новом Београду 1960-1966 (са архитектама Леонидом Ленарчичем, Милосавом Мишом Митићем и Иваном Петровићем).
- Стамбени блокови и стамбене кулице (920 стамбених јединица) у Лиману 1 и 2 у Новом Саду 1962-1965 (са архитектама Леонидом Ленарчичем, Милосавом Мишом Митићем, Иваном Симовићем и Иваном Петровићем).
- Стамбени блок (200 стамбених јединица) у Тузли у насељу Слатина 1965.
- Стамбене куле (800 стамбених јединица) у Блоку 45 и Блоку 70 на Новом Београду 1968-1972.
- Стамбени блокови (1.100 стамбених јединица) и објекти друштвеног стандарда у Блоку 29 на Новом Београду, 1970-1972 (са архитектом Милосавом Мишом Митићем).
- Стамбене зграде у Блоку 2 у Новом Саду, близу железничке станице Нови Сад 1970-1972 (укупно 808 стамбених јединица).[9]
- Стамбене површине у београдски насељима Кијево и Кнежевац, 1971-1980 (са архитектом Александром Ђокићем).
- Стамбенo насеље у београдском насељу Кошутњак са архитектом Александром Ђокићем, 1981-1983.
- Стамбене зграде у Блоку 57 на Бежанијској коси у Новом Београду 1982-1985 (са архитектама Дуашном Симићем и Предрагом Напијалом).
- Стамбене зграде у улици Цара Лазара у Лозници 1990-1992.
- Пијаца у Бањи Ковиљачи 1990.
- Управна зграда Креативног центра у Градиштанској улици 8 у Београду, 2002.

## Галерија
- Зграда у Блоку 21
- Зграда креативног центра
- Зграде у Блоку 45 и 70
- Насеље Лиман 1, Нови Сад
- Насеље Лиман 2, Нови Сад